# アダム・ゴールドバーグ (アメリカンフットボール)
アダム・ゴールドバーグ（Adam Goldberg 1980年8月12日- ）はミネソタ州イダイナ出身の元アメリカンフットボール選手。ポジションはオフェンシブラインマン。

## 経歴

### プロ入りまで
地元の高校に進学した彼は3年次に州のセカンドチームに選ばれた。彼はその年オフェンシブラインマン及びディフェンシブラインマンとしてプレーし、95タックル（19ソロタックル）をあげた。
ワイオミング大学に進学した彼は2001年春に3年生ながらキャプテンに選ばれた。オールアメリカに1回、マウンテン・ウェスト・カンファレンスのオールチームに2度選出された。

### NFL
2003年ドラフト外フリーエージェントでミネソタ・バイキングスと契約し入団した。その年はプラクティス・スクワッドで過ごした。2004年にはレギュラーシーズン最後の6試合及びプレーオフ2試合で先発出場している。
2005年には12試合でライトタックルとして先発出場した。
2006年9月2日、2008年のドラフト8巡指名権と引き替えにセントルイス・ラムズにトレードされた。2006年は15試合に出場、プロボウラーLTのオーランド・ペースが11月にシーズン絶望の怪我を負った後には先発出場も果たした。
2007年は第4週に左膝を負傷し、その後故障者リスト入りした。
オフシーズンに制限付きフリーエージェントとなった2009年3月20日、2年間180万ドルで再契約を果たした。
2009年にはライトタックルとして14試合に先発出場、2010年はライトガードとして全16試合に先発出場を果たした。